# Kedja (ishockey)
I ishockey är en kedja de tre anfallsspelarna (forwardarna) av de fem utespelarna ett lag har på planen. Tillsammans med ett backpar bildar kedjan en femma. Ett ishockeylag kan typiskt bestå av tre femmor, en fjärdekedja, samt någon eller några ytterligare spelare förutom målvakterna. Vid spelarbyten under en match byter man oftast hela femman eller hela kedjan samtidigt.
Eftersom samspelthet är värdefull i spelet eftersträvar man att välfungerande kedjor och backpar är så permanenta som möjligt under säsongen. Framgångsrika formationer kan bli bestående flera säsonger i följd, och i mer sällsynta fall en stor del av spelarnas karriär. Långlivade kedjor, och formationer som utmärker sig under en säsong eller turnering, får ofta smeknamn (se nedan)

## Lista över ishockeykedjor

### B
- Bergskedjan - Anders Söderberg, Fredrik Öberg, Mikael Renberg (Skellefteå AIK 2007/2008)[2]
- Blue Line - Pavel Patera, Otakar Vejvoda, Martin Prochazka (AIK 1996/1997, Tjeckien)[3]

### D
- Dragkedjan - Magnus Kahnberg, Joel Lundqvist, Jari Tolsa (Västra Frölunda HC, Sverige)[4]

### F
- FLY Line - Theoren Fleury, Eric Lindros, Mike York (New York Rangers)
- French Connection (Gilbert Perrault) (Rick Martin) (Rene Robert) (Buffalo Sabres)
- Finnair – Timo Pärssinen, Riku Hahl, Mika Pyörälä (Timrå IK)

### G
- GAG Line - Jean Ratelle, Rod Gilbert , Vic Hadfield (New York Rangers)
- Glamour-kedjan - Patric Kjellberg, Espen Knutsen, Fredrik Bremberg (Djurgårdens IF)

### J
- JAS-kedjan - Jens Nielsen, Anders "Masken" Carlsson, Stefan "Loppan" Hellqvist (Leksands IF)
- Jönssonligan - Pelle Prestberg, Jörgen Jönsson, Peter Nordström (Färjestads BK)[5]

### K
- KLM-kedjan - Vladimir Krutov, Igor Larionov, Sergej Makarov (CSKA Moskva, Sovjet)[6]
- Knatte-Fnatte-Tjatte-kedjan - Saku Koivu, Ville Peltonen, Jere Lehtinen (Finland)
- Köttbullekedjan - Mikael Renberg, Mats Sundin, Jonas Höglund (Toronto Maple Leafs)[7]

### L
- Legion of Doom - John LeClair, Mikael Renberg, Eric Lindros (Philadelphia Flyers)
- Linje 19 - Henrik Sedin, Daniel Sedin, Mattias Weinhandl (Modo Hockey)
- Legion of Luleå - Jonas Nordquist, Mikael Renberg, Vladimir Orszagh (Luleå Hockey)

### M
- Myggkedjan - Anders "Acka" Andersson, Karl-Sören Hedlund och Eilert "Garvis" Määttä (Skellefteå AIK)
- Miljonkedjan - Hardy Nilsson, Martin Karlsson och Lars-Gunnar "Krobbe" Lundberg (Örebro IK)

### P
- Production Line - Sid Abel, Gordie Howe, Ted Lindsay (Detroit Red Wings)
- Petrovkedjan - Sovjetisk kedja under 1970-talet med Boris Michailov, Vladimir Petrov och Valerij Charlamov

### S
- Smurfkedjan - Ove Molin, Anders Gozzi, Peter Larsson (Brynäs IF)[8]

### U
- Ungdomskedjan - "Sura-Pelle" Pettersson, Nils "Dubbel-Nisse" Nilsson och Lars-Eric Lundvall (Sverige)[9]

### Fotnoter
1. ↑  ”Så ställer Leksand och Brynäs upp”. Dala-Demokraten. 12 februari 2015. https://www.dalademokraten.se/2015-02-12/sa-staller-leksand-och-brynas-upp. Läst 27 augusti 2015.
2. ↑  ”Dagens Nyheter”. 8 oktober 2007. http://www.dn.se/sport/ishockey/bergskedjan-knackte-brynas?rm=print. Läst 31 oktober 2011.
3. ↑  ”Dagens Nyheter”. 13 januari 2006. http://www.dn.se/sport/ishockey/vejvoda-tillbaka-i-stockholmshockeyn?rm=print. Läst 31 oktober 2011.
4. ↑  ”Dagens Nyheter”. 20 oktober 2010. http://www.dn.se/sport/ishockey/unge-fantenberg-sankte-frolunda. Läst 31 oktober 2011.
5. ↑  ”Dagens Nyheter”. 7 januari 2006. http://www.dn.se/sport/ishockey/farjestad-vann-igen-med-jonssonligan. Läst 31 oktober 2011.
6. ↑  ”Dagens Nyheter”. 26 april 2007. http://www.dn.se/sport/ishockey/ryska-kollektivet-ska-ta-revansch?rm=print. Läst 31 oktober 2011.
7. ↑  http://www.aftonbladet.se/sportbladet/hockey/internationellt/nhl/article10232367.ab
8. ↑  ”Ove Molin förlänger med Brynäs”. Hockeysverige.se. 9 april 2009. https://www.hockeysverige.se/2009/04/03/ove-molin-forlanger-med-brynas. Läst 22 april 2012.
9. ↑  ”Dagens Nyheter”. 3 december 2011. http://www.dn.se/sport/svenskar-in-i-hockeyns-hall-of-fame?rm=print. Läst 31 oktober 2011.